# John Michael Bishop

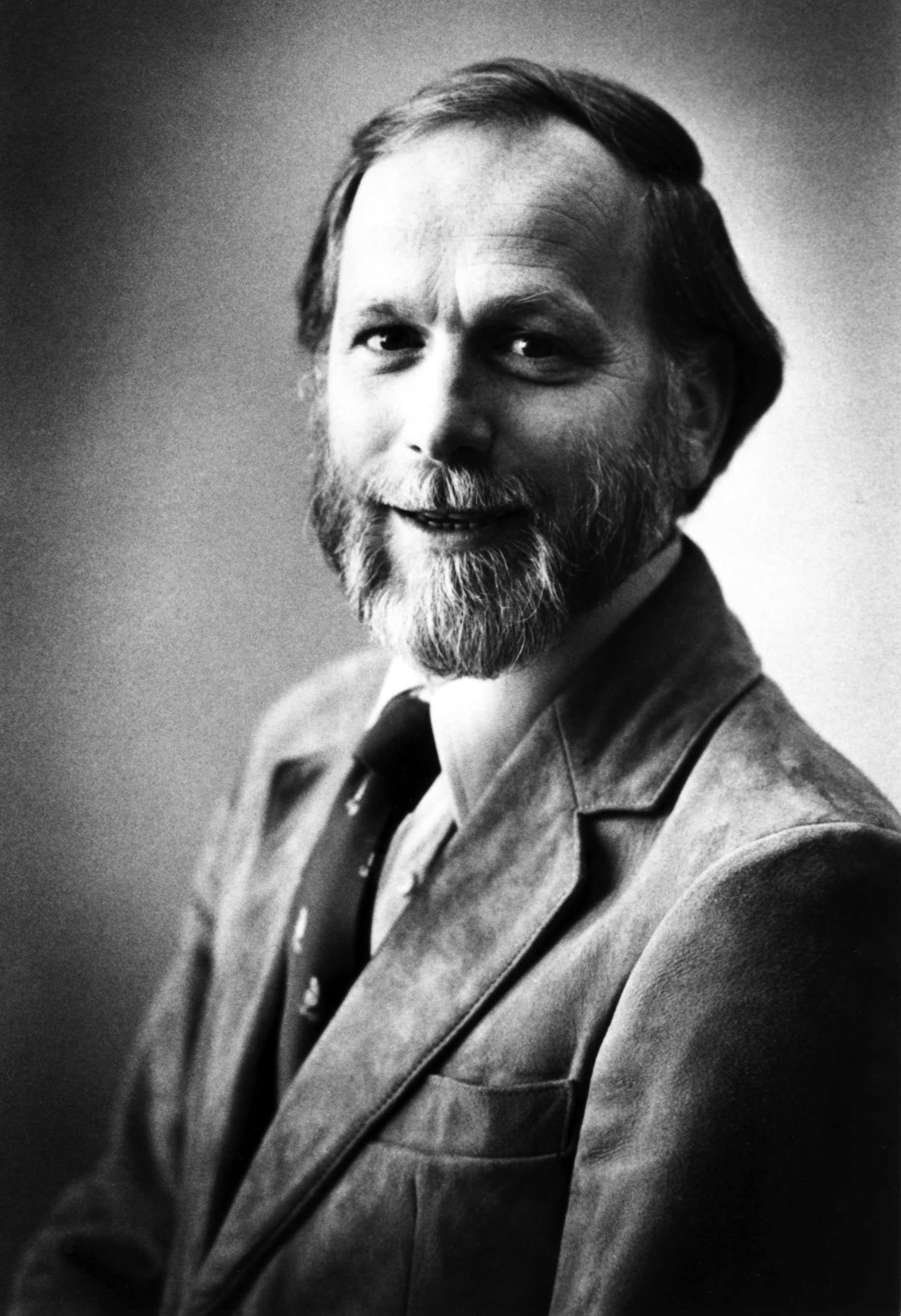
John Michael Bishop

John Michael Bishop, genannt Michael Bishop, (* 22. Februar 1936 in York, Pennsylvania) ist ein US-amerikanischer Virologe, Krebsforscher und Mikrobiologe.
1982 erhielt er den Albert Lasker Award for Basic Medical Research, 1984 den Alfred P. Sloan, Jr. Prize. 1989 erhielt er zusammen mit Harold E. Varmus den Nobelpreis für Physiologie oder Medizin „für ihre Entdeckung des zellulären Ursprungs retroviraler krebserzeugender Gene (Onkogene)“, womit sie bewiesen hatten, dass auch in gesunden Zellen potentiell krebsauslösende Gene, Protoonkogene genannt, vorhanden sind.

## Leben
Bishop studierte am Gettysburg College (Pennsylvania) Chemie und wurde 1962 an der Harvard University in Medizin promoviert (M.D.). 1964 bis 1968 war er als Virologe bei den National Institutes of Health (National Institute of Allergy and Infectious Diseases). Danach war er ein Jahr am Heinrich Pette Institut in Hamburg, bevor er 1968 an die University of California, San Francisco, ging. 1972 erhielt er dort eine volle Professur. Er ist dort heute Direktor des Bishop Lab. 1998 bis 2009 war er Kanzler der Universität.
Sein Hauptarbeitsgebiet sind Retroviren und Onkogene. Er entdeckte in den 1980er Jahren mit Varmus das erste menschliche Onkogen c-Src. Er untersuchte auch zahlreiche weitere Onkogene und ihre Vorläufer in normalen Zellen (Proto-Onkogene) und ihre Rolle in der normalen und Krebszelle und entwickelte an seinem Labor Modelle in Mäusen als Versuchstieren von einer Reihe verschiedener Krebsarten.
Die National Academy of Sciences ernannte ihn 1980 zu ihrem Mitglied. 1984 wurde Bishop mit einem Gairdner Foundation International Award ausgezeichnet und in die American Academy of Arts and Sciences aufgenommen. Seit 2002 ist er auswärtiges Mitglied der Academia Europaea. 1995 wurde er zum Mitglied der American Philosophical Society gewählt, 1996 war er Präsident der American Society for Cell Biology. 2003 erhielt er die National Medal of Science. 2008 wurde er Mitglied der Royal Society.
Siehe auch Rous-Sarkom-Virus, Onkovirus.

## Schriften
- Krebsgene. In: Spektrum der Wissenschaft. Mai 1982
- How to win the Nobel Prize, an unexpected life in science. Harvard University Press 2004
- Cellular Oncogenes and Retroviruses. In: Annual Review Biochemistry. Band 52, 1983, S. 301–354
- Proto-Oncogenes: Clues to the puzzle of purpose. In: Nature. Band 316, 1985, S. 483